# Casa Valerio
Casa Valerio è un edificio storico situato in via Borgonuovo n. 24 a Milano.

## Storia e descrizione
Il palazzo, di antica origine e posseduto dai Visconti, deve il suo aspetto neoclassico odierno ai rifacimento ottocenteschi di Luigi Clerichetti.
La facciata esterna si presenta con un piano terra in bugnato: al centro del fronte è posizionato il portale sormontato dal balcone. Ai piani superiori non viene riproposta la decorazione a bugnato, tuttavia al primo piano le finestre sono decorate da timpani triangolari, mentre all'ultimo piano tale decorazione non viene ripresa a favore di finestre con cornici più sobrie. Il cortile interno è definito da un porticato con colonne binate di ordine tuscanico che reggono archi a tutto sesto, soluzione molto diffusa nel neoclassicismo lombardo.